# Нейрокінін А
Нейрокінін A (NKA), раніше відомий як речовина K, є неврологічно активним пептидом, кодується геном пре-протахікініну. Нейрокінін А має багато збуджуючих ефектів на нервову систему ссавців, а також впливає на запальні та больові реакції ссавців.
Нейрокінін А є членом родини тахікінінів, нейропептидних нейромедіаторів. Тахікініни є важливими учасниками больової чутливості, відчуття насичення та скорочення гладких м'язів. Відомо, що тахікініни є високозбуджуючими нейромедіаторами в основних центральних нейронних системах. Нейрокінін А широко присутній як у центральній, так і в периферичній нервовій системі ссавців і, здається, бере участь у реакціях на біль і запальних реакціях. Він кодується тим самим геном ТАС1, що й речовина П. Як речовина П, так і нейрокінін А кодуються тією самою мРНК, яка при альтернативному сплайсингу може бути трансльована в будь-яке із з'єднань. Він виконує різні ролі в організмі людини та інших тварин, зокрема, стимулює екстраваскулярну гладку мускулатуру, викликає вазодилатацію, має гіпертензивну дію, активує імунну систему та керує болем. Виведена амінокислотна послідовність нейрокініну А така:
- His Lys Thr Asp Ser Phe Val Gly Leu Met (HKTDSFVGLM)

## Механізм дії

Модифіковано за: Sun J, Ramnath RD, Tamizhselvi R, Bhatia M. "Нейрокінін А взаємодіє з рецептором нейрокініну-1, щоб індукувати NF-kappaB-залежну експресію гена в мишачих макрофагах: наслідки шляхів ERK1/2 та PI 3-kinase/Akt. " Am J Physiol Cell Physiol. Вересень 2008 р.; 295 (3): C679-91
Подібно до речовини П (SP), нейрокінін A присутній у збуджуючих нейронах і секреторних клітинах гіпоталамо-гіпофізарно-надниркової осі. Крім того, SP та нейрокінін А містяться в нейросенсорній системі та модулюють широкий спектр запальних процесів і процесів відновлення тканин  . У різних тканинах, таких як шкіра, вивільнення біоактивних тахікінінів сенсорними нервовими волокнами С, які простягаються від гангліїв спинного корінця до епідермісу, безпосередньо впливає на активність кератиноцитів. Запалення, загоєння тканин і проліферація клітин пов'язані як з SP, так і з виділенням нейрокініну А в навколишні тканини.

### Нервова система
Надмірна стимуляція системи гіпоталамо-гіпофіз-наднирки та підвищена секреція кортикотропін-рилізинг-гормону з гіпоталамуса були вивчені при багатьох клінічних проявах патологічної депресії. Дослідження показали, що індукована стресом активація норадренергічної системи префронтальної частки може бути під контролем як ендогенно вивільненого кортикотропін-рилізинг-гормону, так і SP і нейрокініну A. Це дослідження прямо пов'язує секрецію нейрокініну A і SP з певними формами депресії, що характеризуються гіпотезою кортикоїдних рецепторів депресії.
Запальні реакції в центральній нервовій системі (ЦНС) часто є результатом травматичного ушкодження або впливу інфекційних агентів. Запалення забезпечує захисну імунну відповідь на такі стреси, що також може призвести до прогресуючого пошкодження ЦНС. Існують вагомі докази того, що тахікініни є основним компонентом нервової запальної відповіді в периферичних тканинах, а також у ЦНС. Здатність регулювати секрецію тахікініну є важливим механізмом для розробки потенційно корисних ліків для лікування запалення. Нейрокінін А асоціюється з хемокінами інтерлейкіном-1 та інтерлейкіном-6, обидва з яких беруть активну участь у запальному процесі під час інфекцій.
Нейронна тканина може бути серйозно пошкоджена через фізичну травму або внутрішньоклітинний стрес, хронічний або гострий. Будь-який із цих сценаріїв може призвести до перевантаження кальцієм, деградації білка, розгорнутої реакції білка або накопичення пошкодження ДНК. Ендогенні клітинні відповіді активуються в нервовій тканині у відповідь на пошкодження, щоб захистити цілісність клітин, білків і нуклеїнових кислот. Існує велика різноманітність нейрозахисних сигнальних механізмів, якими можна маніпулювати за допомогою ліків, щоб зменшити пошкодження клітин нейронів. Таким чином, тахікініни виконують низку нейропротекторних фізіологічних ролей у медичних станах

### Імунна система
Імунна система є високоінтегрованою системою, яка отримує дані з багатьох джерел, таких локальне пошкодження, ноцицептори та лейкоцити. Отже, хімічні сигнали є важливим компонентом паракринної, аутокринної та ендокринної сигналізації. Показано, що нейрокінін А є потужним хемоатрактором для Т-клітин, збільшує їх міграцію в інфіковані тканини. Ця міграція необхідна для активації Т-клітин, які шукають патоген. Деякі хемокіни викликають внутрішньосудинну адгезію Т-клітин, тоді як інші керують міграцією лейкоцитів у позасудинний простір і всередині нього. Оскільки лімфоцити повинні бути правильно орієнтовані, щоб взаємодіяти з іншими клітинами, структура хемокінових рецепторів, а також тип і розподіл хемокінів у тканинах критично впливають на імунну відповідь. Молекулярний механізм ролі нейрокініну А як хемоатрактора наразі неясний.
Нейрокінін А пригнічує утворення мієлоїдних клітин і, очевидно, через єдиний специфічний рецептор, оскільки цей ефект може бути повністю скасований селективним антагоністом рецептора NK-2. Гальмівний ефект нейронкініну А компенсується збуджуючим ефектом речовини П. Протилежний вплив речовини П і нейрокініну А на мієлогенез може представляти важливий механізм зворотного зв'язку для підтримки гомеостазу.

### Дихальна система
Зв'язування нейрокініну А з рецептором NK-2 призводить до бронхоконстрикції, утворення слизу в легенях і нейрогенного запалення. Це вивільнення поширюється через стимуляцію e-NANC нервових волокон в бронхіальному епітелії за допомогою аксон-рефлекторного механізму.

### Серцево-судинна система
Було показано, що нейрокінін А сприяє розвитку як брадикардії, так й інфаркту міокарда через активацію рецепторів NK-2. Подвійна сенсорно-моторна функція нейрокініну А, що залучає аферентні нейрони, є компонентом внутрішньосерцевої нервової системи. Ефекти тахікінінвмісних нервів поширені в коронарних артеріях і в серцевих гангліях. Різноманітні відповіді, викликані локально вивільненими тахікінінами, спричиняють такі сприятливі ефекти, як модуляція гангліозної передачі. Однак також можливо, що надмірна стимуляція серцевих аферентів і вивільнення тахікінінів під час патологічних станів, таких як інфаркт міокарда, може сприяти певним патологіям людини.

## Рецептор

Механізм індукованого нейрокініном нейрогенного запалення. Нейропептиди вивільняються з С-волокон через стрес нервової тканини та індукують різноманітні клітинні шляхи

Тахікініни вибірково зв'язують і активують зв'язані з G-білком рецептори TACR1 (NK1R), TACR2 (NK2R) і TACR3 (NK3R). Нейрокінін А зв'язується з рецептором, пов'язаним з G-білком, у кінцевому підсумку збільшуючи вивільнення вторинних месенджерів інозитол-фосфату та кальцію. Кожен рецептор демонструє специфічну спорідненість або з нейрокініном А, або з речовиною П. Однак обидва пептиди можуть діяти як повні агоністи будь-якого рецептора, хоча їхня ефективність знижується, якщо вони не зв'язані з їхнім специфічним рецептором.

### Рецептор NK-2
Рецептори NK-2 експресуються переважно в ЦНС. Мережі, задіяні в емоційній відповіді, такі як префронтальна кора, поясна кора та мигдалеподібне тіло, демонструють найвищу концентрацію рецепторів NK-2. Вважається, що антагоністи рецепторів NK-2 мають антидепресивний ефект і зараз проходять клінічні випробування. Внаслідок його здатності стимулювати гладку мускулатуру кишечника NKA вважається особливо активним у регуляції перистальтики кишечника шляхом дії на рецептори NK-2.

#### Антагоністи
Було продемонстровано, що речовина MEN 11420 є потужним, селективним і конкурентним антагоністом рецепторів тахікініну NK-2 як на тваринах, так і на моделях людини. На тваринних моделях in vivo MEN 11420 забезпечує ефективну та тривалу блокаду рецепторів NK2, що експресуються в гладких м'язах кишкового, сечостатевого та дихального тракту.

## Історія
Нейрокінін А був виділений зі спинного мозку свиней у 1983 році фон Ейлером і Гаддумом.

## Структура
Тахікініни є структурно спорідненою групою нейропептидів, що мають спільну С-кінцеву послідовність Phe-X-Gly-Leu-Met-NH2 . Амінокислотна послідовність речовини П і нейрокініну А добре збігається у різних видів ссавців. Структуру нейрокініну А ссавців було отримано за допомогою CD спектрополяриметрії та 2D протонного ЯМР. Аналіз показав, що у воді пептид приймає розширену конформацію, тоді як у присутності міцел (модель клітинної мембранної системи) у центральному ядрі (Asp4-Met10) індукується альфа-спіральна конформація.

### Генетичний аспект
Гени пре-протахікінін-1 і пре-протахікінін-2 у мишей кодують чотири дуже різні пептиди з різними фізіологічними функціями. Альтернативний сплайсинг гена пре-протахікініну-1 дає початок чотирьом різним пептидним попередникам (альфа-tac1, бета- tac1, дельта -tac1 і гамма- tac1), які далі процесуються в кілька споріднених пептидів, включаючи нейрокінін А та речовину П. попередники альфа-tac1 і бета-tac1 кодують синтез як речовини П, так і нейрокініну A.

Змінено з: Наканіші, Шигетада. «Молекулярні механізми міжклітинної комунікації в гормональній і нейронній системах». IUBMB Life 58.5/6 (2006): 349—357

#### Мишачі моделі
Миші препротахікінін-1 -/- демонструють нормальну фертильність і моделі поведінки (соціалізація партнера по посліду та виховання дитинчат), але мають знижене відчуття тривоги при загрозі порівняно з мишами дикого типу та іншими мишачими моделями депресії.

## Використання

### Рак
Циркулюючі концентрації нейрокініну А є незалежним показником поганого прогнозу при певних видах раку, таких як карциноїди. Пацієнти з концентрацією нейрокініну А в плазмі крові > 50 пмоль/л продемонстрували нижчу 3-річну виживаність, ніж пацієнти з концентрацією нейрокініну А менше 50 пмоль/л. Ці типи досліджень показують, що вимірювання рівня тахікініну у пацієнтів може мати клінічне значення.
Пацієнти з карциноїдною хворобою кишки зазвичай проходять тест на нейрокінін А, щоб визначити прогресування захворювання. Карциноїд кишки є рідкісним захворюванням із частотою виникнення приблизно 1,4 на 100 000 населення на рік. Воно має непередбачуване прогресування захворювання залежно від пацієнта, симптоми та прогресування коливаються від швидкого та агресивного до хронічного. Лікування є складним через різний ступень тяжкості, тому оцінка ступеня захворювання надзвичайно важлива для ефективного лікування.

### Астма
Блокування передачі нейропептидних сигналів стало новою терапевтичною мішенню для блокування спазму бронхів у пацієнтів з астмою.
Бронхоконстрикція є одним з найбільш помітних і широко вивчених ефектів, викликаних тахікінінами. Тахікініни мають численні ефекти в дихальній системі, особливо у хворих на астму, які більш чутливі до введення тахікініну. Завдяки дослідженням дихальних шляхів людини дослідники вивчили роль тахікінінів у звуженні бронхів, особливо через рецептор NK-2, хоча регуляція рецепторів NK-2, здається, опосередковується активністю рецепторів NK-1, що призводить до складного механізму гальмування. Введення речовини DNK333 (подвійний антагоніст тахікінінових рецепторів NK-1/NK-2) показало її захисну дію проти бронхоконстрикції, спричиненої нейрокініном А.

### Психічні розлади
Нейрокінін А бере участь у багатьох неврологічних розладах, викликаних стресом, таких як депресія, шизофренія та епілепсія.

#### Афективні розлади
Афективні розлади характеризуються частими, мінливими змінами настрою, що впливає на думки, емоції та поведінку пацієнта. Афективні розлади включають депресію, тривогу та біполярний розлад. Було використано ряд підходів для вивчення ролі, яку відіграє нейрокінін А у прояві та продовженні афективних розладів людини. Вимірювання рівнів пептидів у сироватці крові у пацієнтів з депресією, а також пацієнтів із тривогою показало вищі рівні тахікінінів у плазмі крові, ніж у пацієнтів із низькою тривожністю. На додаток до досліджень рівня тахікінінів у плазмі, рівень нейрокініну А в цереброспінальній рідині (ЦСР) також безпосередньо корелює з депресією. У стані депресії імунореактивність нейрокініну підвищується у фронтальній корі та знижується у смугастому тілі. Було виявлено, що ці рівні пептидів не нормалізуються лікуванням літієм у мишей. Підвищені рівні тахікінінів у спинномозковій рідині були виявлені у пацієнтів із синдромом фіброміалгії, розладом, який тісно корелює з депресією у пацієнтів. Тахікінінові ліганди були ретельно вивчені та визначено, що вони функціонально пов'язані з контролем афективних фенотипів складним фізіологічним чином.

#### Епілепсія
Епілепсія — це широка категорія розладів з різними типами тяжкості та наявними симптомами. У експериментальних дослідженнях нейрокініни були визначені як можливий предиктор у виникненні певних форм епілепсії. Коли речовину П вводили у гіпокамп щура, це значно знижувало поріг ініціації судом, викликаних залежно від дози. Таким чином, експериментальні дані вказують на проконвульсивну роль гена пре-протахікініну-1 і, таким чином, речовини П і нейрокініну А.